# Letitia James
Letitia Ann "Tish" James (18 de octubre de 1958) es una abogada, activista y política estadounidense. Es miembro del Partido Demócrata y actual Fiscal General de Nueva York, habiendo ganado las elecciones de 2018 para suceder a la Fiscal General designada Barbara Underwood. Es la primera afroamericana y la primera mujer en ser elegida para el cargo.
Nacida y criada en Brooklyn, James obtuvo su título de Doctorado en Howard University en Washington D. C., después de graduarse de Lehman College en el Bronx. Trabajó como defensora pública, luego en el personal de la Asamblea del Estado de Nueva York y más tarde como Fiscal General Adjunta del Estado de Nueva York (Oficina Regional de Brooklyn).
James fue miembro del Concejo Municipal de Nueva York de 2004 a 2013. Representó al distrito 35, que incluye los barrios de Brooklyn de Clinton Hill, Fort Greene, partes de Crown Heights, Prospect Heights y Bedford-Stuyvesant. James presidió los Comités de Saneamiento y Desarrollo Económico, y sirvió en varios otros comités. Más tarde fue Defensora Pública de la Ciudad de Nueva York de 2013 a 2018. Como Defensora Pública, se convirtió en la primera mujer afroamericana en ser elegida y ocupar un cargo en toda la ciudad de Nueva York.
James fue candidata en las elecciones para gobernador de Nueva York de 2022. Anunció su candidatura el 29 de octubre de 2021 y suspendió su campaña el 9 de diciembre de 2021, decidiendo en su lugar postularse para la reelección como fiscal general.

## Biografía
Letitia Ann James nació el 18 de octubre de 1958 en Brooklyn, Nueva York. Es una de los ocho hijos de Nellie James (n. 1919, Martinsville, Virginia) y Robert James. Asistió a la escuela pública de la ciudad de Nueva York. Criada en Park Slope, Brooklyn, asistió a la escuela secundaria Fort Hamilton. Hizo el bachiller universitario en letras en Lehman College de la Universidad de la Ciudad de Nueva York en 1981, con especialización en artes liberales y en particular en trabajo social.
Recibió su título de JD de la Facultad de Derecho de la Universidad de Howard en Washington D. C., y fue admitida para ejercer la abogacía en el estado de Nueva York en 1989. En 2013, James asistió a la Escuela de Asuntos Internacionales y Públicos (SIPA) de la Universidad de Columbia ubicada en la ciudad de Nueva York para obtener una Maestría en Administración Pública.

## Carrera profesional
James fue defensora pública de Legal Aid Society y estableció la Urban Network, una coalición de organizaciones profesionales afroamericanas destinadas a proporcionar becas para jóvenes.
Formó parte del grupo de trabajo sobre diversidad en el poder judicial del exgobernador de Nueva York, Mario Cuomo. Trabajó como asesora de Albert Vann, Jefe de Gabinete de Roger L. Green en la Asamblea del Estado de Nueva York, y en la administración del Fiscal General de Nueva York, Eliot Spitzer. Fue nombrada primera Fiscal General Auxiliar a cargo de la oficina regional de Brooklyn en 1999. Mientras trabajaba en ese puesto, James trabajó en diversas posiciones, centrándose notablemente en las quejas de los consumidores relacionadas con préstamos abusivos y otras prácticas comerciales ilegales.

### Contiendas municipales de 2001 y 2003
La primera vez que James se postuló para el distrito 35 del Concejo fue en noviembre de 2001. En una carrera reñida, James recibió el 42% de los votos del Partido de las Familias Trabajadoras, pero perdió ante James E. Davis, que era demócrata. En julio de 2003, apenas unos meses antes de las siguientes elecciones, Davis fue asesinado por Othniel Askew, un antiguo rival político. Después de la muerte de Davis, su hermano Geoffrey se postuló para este puesto en el Consejo por parte del Partido Demócrata, pero el día de las elecciones, el 4 de noviembre de 2003, perdió por un amplio margen ante James como candidata del Partido de las Familias Trabajadoras. En esa elección de 2003, James se convirtió oficialmente en miembro del Partido de las Familias Trabajadoras y fue la primera funcionaria de la ciudad en postularse únicamente pork parte del WFP.

### Mandato en el ayuntamiento

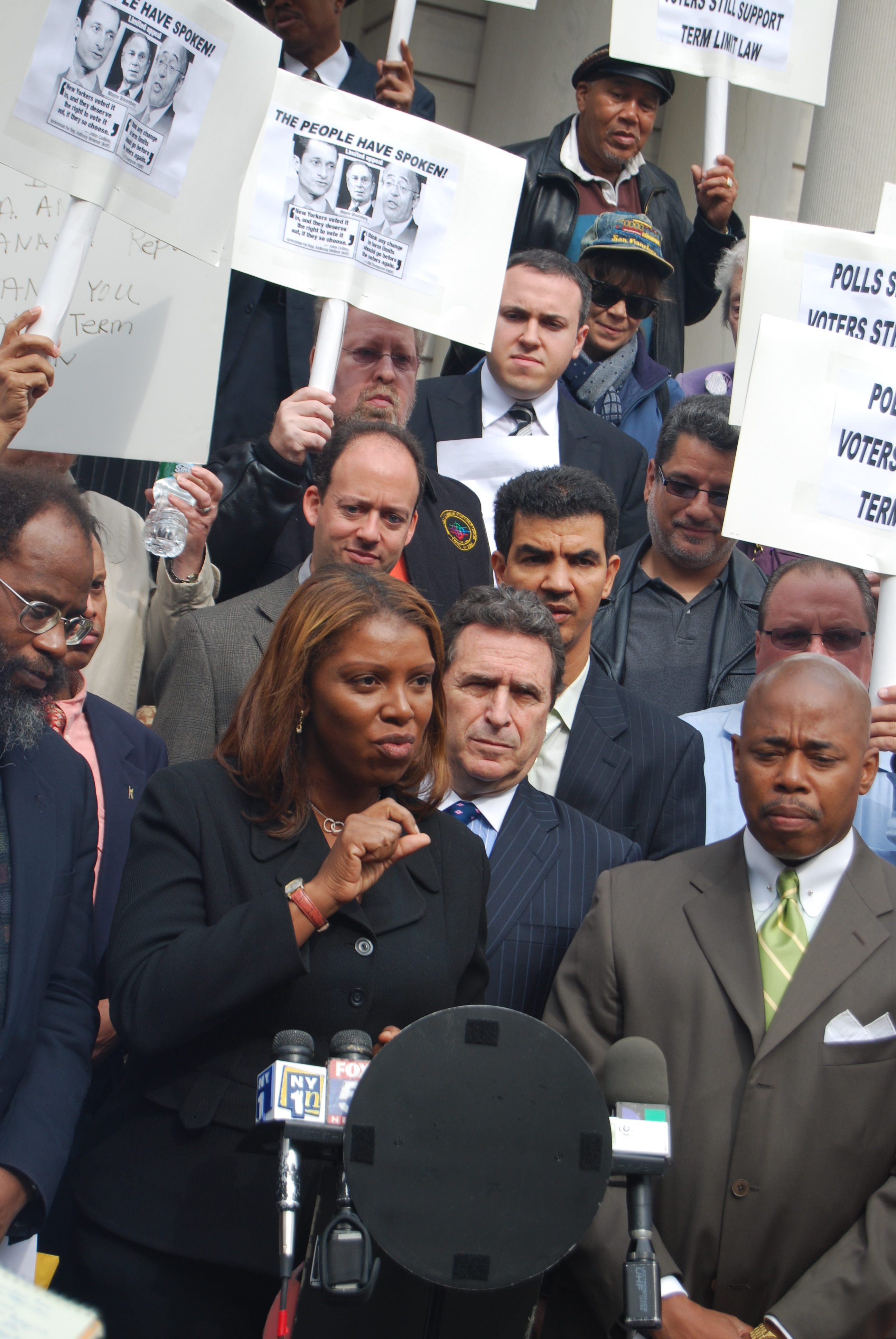
James hablando en el Ayuntamiento, 2008

James es la primera miembro del Partido de las Familias Trabajadoras en ganar un cargo en el estado de Nueva York y la primera miembro de un partido minoritario en ser elegida para el concejo municipal desde 1977. Más adelante volvió al Partido Demócrata.
James volvió a ganar la nominación a candidata del partido de las familias trabajadoras y del partido demócrata por un amplio margen frente a Samuel Eric Blackwell, planificador urbano de la Universidad de Long Island y defensor de los estadios. Fue reelegida como demócrata el 8 de noviembre de 2005, con el 88,11% de los votos, frente al 6,80% del republicano Anthony Herbert y el 5,08% del candidato del Partido por la Independencia, Charles B. Billups.
El 10 de octubre de 2006, hubo un devastador incendio en Broken Angel House, un ícono arquitectónico en Clinton Hill, Brooklyn. El incendio atrajo la atención del Departamento de Edificios de la Ciudad de Nueva York, que inició acciones legales por numerosas violaciones del código de construcción. James representó al dueño de Broken Angel, Arthur Wood, pro bono en sus negociaciones para quedarse con su casa. La agencia decidió permitir que Wood volviera a ocupar Broken Angel siempre que se derribaran los niveles superiores y se reconstruyera la escalera central.

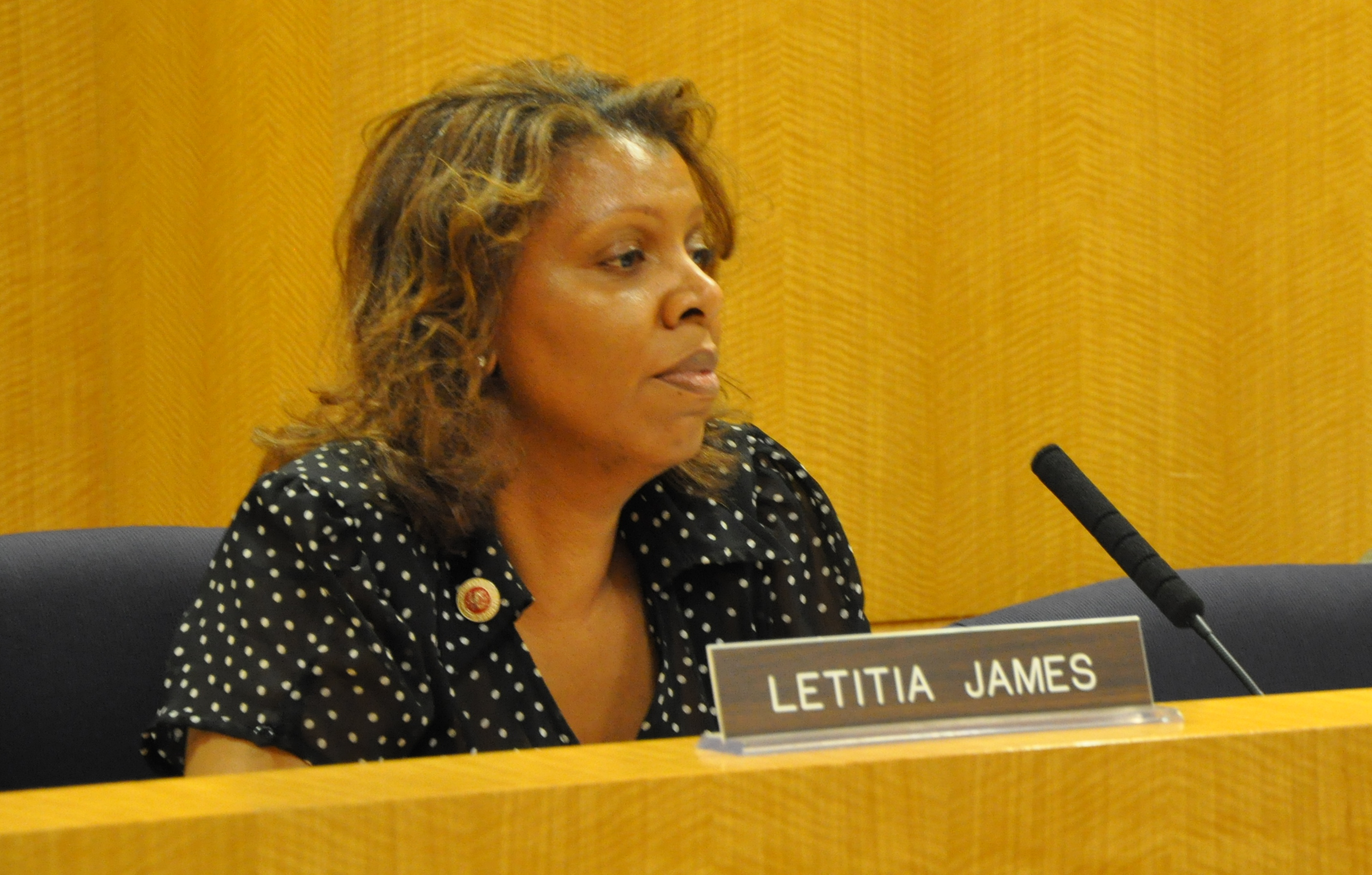
James en el Ayuntamiento de Nueva York en 2009

Ella fue la primera en cuestionar los sobrecostos y las irregularidades en el trabajo de subcontratación del nuevo sistema de nóminas CityTime, muy promocionado por Bloomberg, lo que finalmente condujo a varias acusaciones, con Bloomberg reclamando a un gigante tecnológico que le devolviera $ 600 millones y dos consultores huyendo del país en 2011.
James originalmente abogó por la demolición de las casas Second Empire en Admiral's Row para construir un estacionamiento para un supermercado que atendería a los residentes en urbanizaciones cercanas, pero finalmente apoyó la preservación de algunas de las viviendas históricas. En 2008, James, con Bill de Blasio, abogó contra los intentos del alcalde Michael Bloomberg de conseguir un tercer mandato sin un referéndum.
James ganó las primarias demócratas en septiembre de 2009 contra sus oponentes, la organizadora comunitaria Delia Hunley-Adossa, que recibió más de $200.000 de Forest City Ratner y Medhanie Estiphanos, una consultora financiera. James fue reelegida para un segundo mandato.
En mayo de 2013, con un grupo que incluía sindicatos de la construcción, grupos comunitarios y otros funcionarios electos, formó parte de una demanda conforme al Artículo 78 contra la administración de Bloomberg y Acadia Realty Trust tratando de cancelar el proyecto inmobiliario City Point y un revaluación de su impacto ambiental.
En junio de 2016, James intentó presionar a seis instituciones financieras, entre las que se encontraban BB&T, Berkshire Bank, Citizens Financial Group, People's United Bank, Regions Financial Corporation y TD Bank, para que dejaran de prestar servicios financieros a los fabricantes de armas. Se solicitó específicamente a BB&T que cancelara las cuentas de SIG Sauer de New Hampshire, pero la solicitud fue denegada.

### Defensora pública

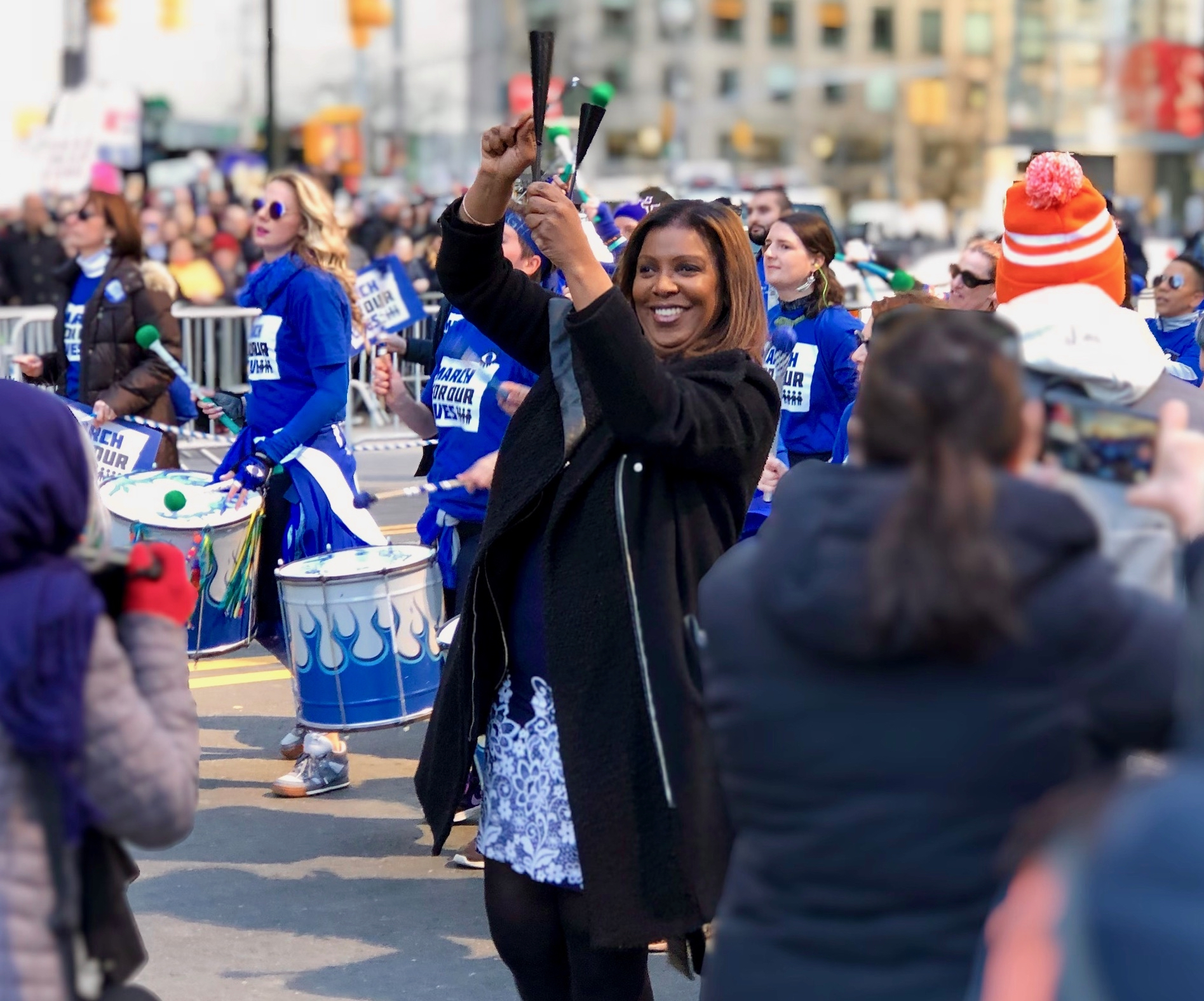
James en el mitin March For Our Lives de Nueva York de 2018

En 2013, James se postuló para Defensora del Pueblo de la Ciudad de Nueva York y recibió el 36 % de los votos en las primeras primarias demócratas, por debajo del umbral del 40 % que habría evitado una segunda vuelta electoral. James ganó la segunda vuelta electoral el 1 de octubre de 2013 frente a Daniel Squadron, 59%–41%, convirtiéndose en la candidata del partido para el cargo de supervisora electa de la ciudad en noviembre.
En la campaña electoral de 2013 para Defensora Pública, James recibió el respaldo de muchos de los sindicatos laborales importantes de la ciudad, NOW, Planned Parenthood, Democracy for NYC, League of Conservation Voters, Amsterdam News y El Diario. El 1 de octubre de 2013, James logró una victoria en las primarias demócratas a pesar de que la recaudación de fondos de su campaña era menor que las de Daniel Squadron y Reshma Saujani, para convertirse en la candidata del Partido Demócrata para el cargo de supervisora electa de la ciudad de Nueva York. Fue respaldada por Saujani, que terminó en tercer lugar. En septiembre James ganó la segunda vuelta de las elecciones demócratas. Al no haber oponente republicano, ganó las elecciones generales con más del 83% de los votos.
En 2017, James ganó las primarias demócratas para su puesto con el 77% de los votos, más de un por encima del 23% de su competidor más cercano, David Eisenbach.

## Fiscal General del Estado de Nueva York

### Elecciones de 2018
En mayo de 2018, James, Que inicialmente planeó postularse para alcalde de la ciudad de Nueva York en 2021, postuló su candidatura a fiscal general de Nueva York y ganó las primarias demócratas el 13 de septiembre de 2018, con el 40,6% de los votos; derrotó a Zephyr Teachout (31%) y a otros dos candidatos. El 6 de noviembre de 2018 fue elegida fiscal general, derrotando al republicano Keith Wofford. Con su elección como Fiscal General, se convirtió en la primera mujer en Nueva York en ser elegida como Fiscal General, la primera mujer afroamericana en ser elegida para un cargo estatal y la primera afroamericana en servir como Fiscal General.

### Mandato

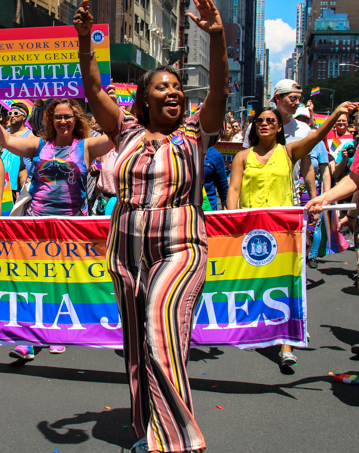
James en la manifestación de junio de 2019 en Stonewall 50 – WorldPride NYC 2019

James prestó juramento como fiscal general el 1 de enero de 2019, reemplazando a Barbara Underwood, que fue había sido nombrada tras de la renuncia de Eric Schneiderman.

### Demanda civil estatal contra la NRA
El 6 de agosto de 2020, en una transmisión televisada, James anunció que había presentado una demanda civil en la Corte Suprema de Nueva York contra la Asociación Nacional del Rifle (NRA), con cuatro jefes de departamento de la NRA nombrados como co-demandados. La NRA presentó reconvención contra James, citando declaraciones que había hecho durante su campaña de 2018.

### Investigación sobre la respuesta estatal al COVID-19
A principios de marzo de 2020, la oficina de la Fiscal General comenzó a "investigar preliminarmente las denuncias de negligencia relacionada con la COVID-19 de los residentes en residencias de ancianos". La oficina solicitó y posteriormente recibió 953 quejas de las familias de los pacientes con respecto al desamparo de los pacientes hasta el 16 de noviembre. La investigación publicó su primer informe tanto sobre las residencias de ancianos como sobre el Departamento de Salud (DOH) del estado el 28 de enero de 2021, donde concluía que los datos públicos del departamento subestimaron las muertes en residencias de ancianos hasta en un 50 por ciento. James señalaba que las investigaciones en 20 residencias de ancianos distintas "cuya conducta durante la primera ola de la pandemia ya generó preocupación" continuarían en el futuro previsible. El informe fue anunciado por algunos en Albany como una "declaración de independencia" frente al gobernador Andrew Cuomo después de una alianza de dos años contra el presidente Donald Trump.
Tres semanas después del informe, el Albany Times-Union reveló una investigación en curso conjunta por parte del FBI y de la Fiscal de los Estados Unidos para el Distrito Este de Nueva York, que examina cómo el grupo de trabajo sobre coronavirus del gobernador Andrew Cuomo afectó a la respuesta a la COVID-19 en las residencias de ancianos. El 18 de marzo de 2021, The City descubrió que el alcance de la investigación del FBI incluía en su examen una ampliación de última hora del presupuesto del estado para 2020 para otorgar mayor inmunidad a las organizaciones de atención a largo plazo. El director de la Asociación de Hospitales del Gran Nueva York dijo en una audiencia en el Senado del estado de Nueva York de agosto de 2020 que el lobby había proporcionado un "borrador" con "algunas ideas para incluir" en la oficina del gobernador.

### Informe sobre el acoso sexual de Andrew Cuomo
El 3 de agosto de 2021, la oficina de James publicó un informe que consideraba que el gobernador del estado de Nueva York, Andrew Cuomo, había participado en múltiples actos de acoso sexual.

### Primarias demócratas para gobernador de 2022
El 29 de octubre de 2021, James anunció su intención de postularse para el cargo de gobernadora de Nueva York en las primarias demócratas de 2022. Si hubiera sido elegida, James se habría convertido en la primera gobernadora negra de un estado. En diciembre, se retiró de la contienda después de que las encuestas respaldaran de manera continuada a la actual gobernadora Kathy Hochul, y James optó por buscar la reelección como fiscal general.

### Demandas de Trump en Nueva York
James, en su calidad de fiscal general de Nueva York, presentó demandas civiles contra la Organización Trump y trabajó junto con el fiscal de distrito de Manhattan en su investigación criminal de la organización.

### Elecciones de 2022
Después de que James anunciara su candidatura a la reelección, todos los candidatos demócratas anteriores retiraron sus candidaturas y la respaldaron.
James vive en el vecindario Clinton Hill de Brooklyn y es miembro de la Iglesia Bautista Emmanuel.